# Pauna
Pauna è un comune della Colombia facente parte del dipartimento di Boyacá.
Il centro abitato venne fondato da Pedro Lancheros nel 1776, mentre l'istituzione del comune è del 1842.